# Rhyncomya metzi
Rhyncomya metzi är en tvåvingeart som beskrevs av Zumpt 1981. Rhyncomya metzi ingår i släktet Rhyncomya och familjen Rhiniidae. Inga underarter finns listade i Catalogue of Life.